# Surfin' Round the World
Surfin' Round The World es el segundo álbum de estudio de Bruce Johnston. Grabado y lanzado a la venta en 1963, con el sello Capitol, y más tarde, en 1997, por el sello de Sundazed Music. También se encuentra una edición especial japonesa, lanzada en 2006.

## Lista de canciones
- Lado A

1. "Surfin' 'Round The World" 1:56
2. "Maksha At Midnight" 2:18
3. "Down Under" 2:09
4. "Capetown" 2:15
5. "Biarritz" 3:11
6. "Jersey Channel Islands - Part 7" 2:02

- Lado B

1. The Hamptons" 2:13
2. Virginia Beach" 2:19
3. Surf-A-Nova" 1:57
4. Hot Pastrami, Mashed Potatoes, Come On To Rincon - Yeah!!!" 2:07
5. Maliblu" 2:20
6. Surfin's Here to Stay" 2:21